# Amy Benkenstein
Amy Benkenstein (* 27. November 1990 in Berlin) ist eine deutsch-georgische Schauspielerin. 

## Leben
Sie wuchs in Berlin-Buch auf und studierte von 2012 bis 2016 an der Hochschule für Schauspielkunst Ernst Busch. Während des Studiums spielte sie am Deutschen Theater Berlin und am Theater an der Parkaue. Ihr Fernsehdebüt gab sie 2018 in der Romanverfilmung von Lutz Seilers Kruso unter der Regie von Thomas Stuber.
Der Super8-Film Dawn (Regie: Nikolai Brokolovsky) war der Gewinner beim renommierten Straight 8-Festival in Großbritannien, in dem sie die Hauptrolle übernahm. Zuletzt spielte sie Elsie Schön im Hauptcast der RTL+-Serie Das Haus der Träume unter der Regie von Sherry Hormann und Umut Dag, für ihre Darstellung wurde sie 2023 für den Deutschen Schauspielpreis nominiert.
Sie ist väterlicherseits mit dem georgischen Choreografen George Balanchine (gebürtig Georgi Melitonowitsch Balantschiwadse) verwandt.
Amy Benkenstein lebt in Berlin.

## Filmografie (Auswahl)
- 2018: Kruso
- 2019: Harter Brocken: Der Geheimcode
- 2019: Cleo
- 2020: Kommissar Dupin: Bretonisches Vermächtnis
- 2020: Polizeiruf 110: Der Verurteilte
- 2022: Das Haus der Träume[6]
- 2022: Helgoland 513
- 2025: Levi Strauss und der Stoff der Träume (Fernsehserie, 4 Folgen)